# Arsenal O-101
Dimensions
L'Arsenal O-101 est un avion expérimental français destiné à l’étude de nouveaux profils de voilure et des gouvernes de vol pour grandes vitesses.
Il s'agissait d'un monoplan entièrement métallique à aile médiane cantilever et train classique fixe. Le pilote occupait un poste fermé situé très en arrière du fuselage, tandis qu’un ingénieur d’essais était logé dans un poste de travail noyé dans le fuselage, entre le poste de pilotage et l’aile, accessible par un panneau vitré devant le pare-brise du pilote. Il disposait de hublots latéraux pour observer l’écoulement et le comportement des gouvernes, l’avion étant par ailleurs équipé de nombreux systèmes de mesure. Les dimensions de l’appareil étaient calculées afin que celui-ci puisse être placé dans la grande soufflerie de Chalais-Meudon sans démontage. 
L’unique O-101 a effectué son premier vol le 10 octobre 1947. Il fut réformé deux ans plus tard.

## Sources
1. ↑  Flight 16 octobre 1947 p. 443
2. ↑  Flight 12 mai 1949 p. 553